# رود کنیک
رود کنیک (به انگلیسی: Knik River) رودی به‌طول ۲۵ مایل (۴۰ کیلومتر) است که در ایالات متحده آمریکا جریان دارد.